# ژانگ ژی‌ژن
ژانگ ژی‌ژن (انگلیسی: Zhang Zhizhen؛ زادهٔ ۱۶ اکتبر ۱۹۹۶) تنیس‌باز اهل چین است.
وی در مسابقات کشوری و بین‌المللی در مجموع برندهٔ ۱ مدال طلا، ۱ مدال نقره شده است.